# 스즈키 겐지
스즈키 겐지(일본어: 鈴木 健児, 1986년 9월 3일 ~ )는 일본의 전 축구 선수이다.

## 구단 경력
과거 FC 도쿄, 알비렉스 니가타 싱가포르, 가이나레 돗토리, 블라우블리츠 아키타, 도치기 우바에서 활동하였다.